# Jean Servière
Jean Servière est un homme politique français né le 4 avril 1798 à Bazas (Gironde) et mort le 12 février 1889 à Bazas.

## Biographie
Avocat, il est un opposant libéral à la Monarchie de Juillet. Il est conseiller général de 1846 à 1850 et député de la Gironde de 1848 à 1849, siégeant à gauche.

### Sources
- « Jean Servière », dans Adolphe Robert et Gaston Cougny, Dictionnaire des parlementaires français, Edgar Bourloton, 1889-1891 [détail de l’édition]